# Orlando Gill
Orlando Daniel Gill Noldin (San Lorenzo, 11 giugno 2000) è un calciatore paraguaiano, portiere del San Lorenzo.

## Carriera

### Club
È cresciuto nel settore giovanile dello Sp. San Lorenzo, dove ha debuttato il 27 settembre 2020 nell'incontro di División Profesional perso 3-0 contro il Libertad.
Il 23 dicembre 2023 è passato in prestito nella prima divisione argentina al San Lorenzo, ed il 14 dicembre 2024 ha debuttato nell'incontro di Primera División perso 1-0 contro il Tigre. All'inizio del 2025 è stato acquistato a titolo definitivo.

### Nazionale
Nel 2019 ha partecipato con la nazionale Under-20 paraguaiana al campionato sudamericano di categoria, giocando un incontro della fase a gironi.

## Statistiche

### Presenze e reti nei club
Statistiche aggiornate al 26 aprile 2025.
| Stagione               | Squadra                | Campionato             | Campionato | Campionato | Coppe nazionali | Coppe nazionali | Coppe nazionali | Coppe continentali | Coppe continentali | Coppe continentali | Altre coppe | Altre coppe | Altre coppe | Totale | Totale | Totale |
| Stagione               | Squadra                | Comp                   | Pres       | Reti       | Comp            | Pres            | Reti            | Comp               | Pres               | Reti               | Comp        | Pres        | Reti        | Pres   | Reti   |        |
| ---------------------- | ---------------------- | ---------------------- | ---------- | ---------- | --------------- | --------------- | --------------- | ------------------ | ------------------ | ------------------ | ----------- | ----------- | ----------- | ------ | ------ | ------ |
| 2020                   | Sp. San Lorenzo        | PD                     | 2          | -4         | CP              | 0               | 0               | -                  | -                  | -                  | -           | -           | -           | 2      | -4     |        |
| 2023                   | Sp. San Lorenzo        | SD                     | 2          | -2         | CP              | 0               | 0               | -                  | -                  | -                  | -           | -           | -           | 2      | -2     |        |
| Totale Sp. San Lorenzo | Totale Sp. San Lorenzo | Totale Sp. San Lorenzo | 4          | -6         |                 | 0               | 0               |                    | -                  | -                  |             | -           | -           | 4      | -6     |        |
| 2024                   | San Lorenzo            | PD                     | 1          | -1         | CA+CdL          | 0               | 0               | -                  | -                  | -                  | -           | -           | -           | 1      | -1     |        |
| 2025                   | San Lorenzo            | PD                     | 15         | -9         | CA              | 0               | 0               | -                  | -                  | -                  | -           | -           | -           | 15     | -9     |        |
| Totale San Lorenzo     | Totale San Lorenzo     | Totale San Lorenzo     | 16         | -10        |                 | 0               | 0               |                    | -                  | -                  |             | -           | -           | 16     | -10    |        |
| Totale carriera        | Totale carriera        | Totale carriera        | 20         | -16        |                 | 0               | 0               |                    | -                  | -                  |             | -           | -           | 20     | -16    |        |